# Bazzania monilinervis
Bazzania monilinervis là một loài rêu tản trong họ Lepidoziaceae. Loài này được (Lehm. & Lindenb.) Trevis. miêu tả khoa học lần đầu tiên năm 1877.